# Doctrina de la suor del front

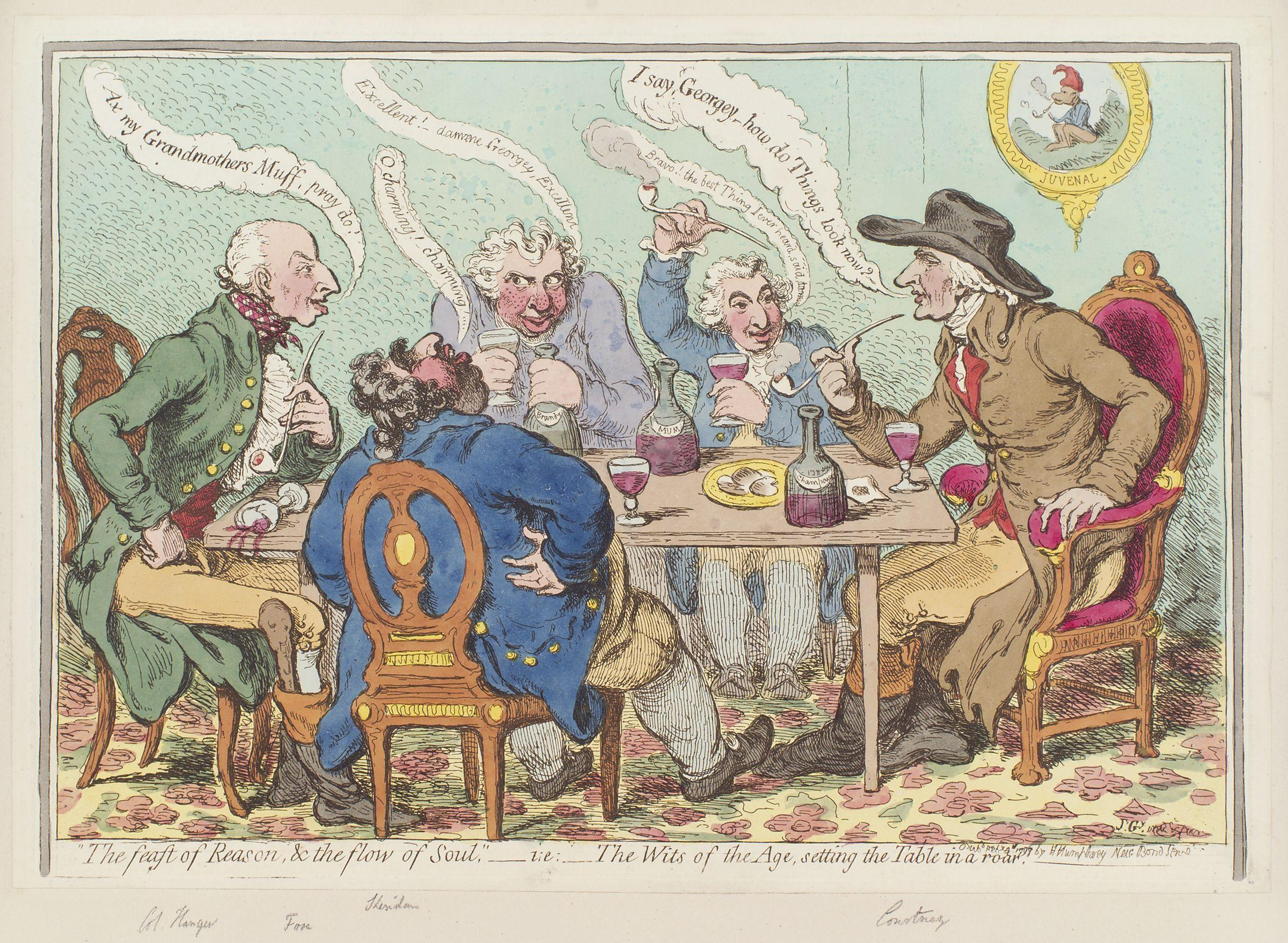
Com que James Gillray, l'artista d'aquesta pintura de 1797, va morir el 1815, les seves obres es troben en el domini públic a tot el món. Tanmateix, sota la doctrina «suor del front», es podrien fer noves declaracions de drets d'autor sobre reproduccions mecàniques de la pintura, a causa de la tècnica i treball involucrats en la reproducció.

La suor del front («sweat of the brow» en anglès) és una doctrina legal de propietat intel·lectual, principalment en matèria de drets d'autor. D'acord amb aquesta doctrina, un autor guanya drets a través de la seva simple diligència durant la creació d'una obra, com una base de dades o una guia. No s'exigeix creativitat substancial o «originalitat».
Sota la doctrina de la «suor del front», el creador d'una obra amb drets d'autor, encara que sigui completament inoriginal, té dret que es protegeixi el seu esforç i despesa, i ningú més pot utilitzar tal treball sense permís, sinó que ha de recrear el treball per recerca o esforç independent. L'exemple clàssic és una guia telefònica. En una jurisdicció «suor del front», la guia no es pot copiar; un competidor ha de recollir independentment la informació per emetre una guia de la competència. La mateixa regla s'aplica generalment a bases de dades i llistes de fets.
Jurisdiccions de dret civil tradicionalment han utilitzat el concepte similar però no idèntic de «droit d'auteur». La legislació europea tendeix a harmonitzar la protecció de la propietat intel·lectual en tots els Estats membres i la doctrina adquireix una major influència. En la Directiva de Bases de Dades 96/9/EC, els Estats membres de la UE estan obligats a atorgar una protecció coneguda com a dret de base de dades sobre bases de dades no originals, és a dir, que no comprenen gens de creativitat, però que són conseqüència d'inversió substancial (financera, mà d'obra, etc.).

## Etimologia
En l'anglès tradicional, «sweat of the brow» (la suor del front) es refereix a l'esforç realitzat en el treball i al valor creat pel mateix. La frase fa referència a Gènesi 3:19 (et guanyaràs el pa amb la suor del teu front).

## Per país

### Llei de drets d'autor dels EUA
Els Estats Units van rebutjar aquesta doctrina el 1991, en el cas Feist Publications v. Rural Telephone Service a la Cort Suprema dels Estats Units; fins llavors s'havia mantingut en un cert nombre de casos de drets d'autor al país.
En virtut de la sentència Feist als EUA, meres col·leccions de fets es consideren poc originals i, per tant, no estan protegits per drets d'autor, no importa quant de treball va ser fet en recollir-los. La disposició i la presentació d'una col·lecció pot ser original, però no si és «simple i òbvia», com una llista per ordre alfabètic o cronològica.

### Drets d'autor al Regne Unit
En virtut del Copyright, Designs and Patents Act 1988, perquè els drets d'autor subsisteixen en una obra, el treball ha de ser original. No obstant això, els tribunals no han adoptat una lectura literal d'aquest requisit. Per més de cent anys, els tribunals anglesos han sostingut que una despesa significativa de mà d'obra és suficient. La conseqüència d'això és que si A fa una obra, en sobre la qual els drets d'autor subsisteixen, i B posteriorment afegeix la seva habilitat, judici i treball, canviant la forma del treball d'A, B tindrà potencialment uns drets d'autor sobre el treball que produeix. Això suggereix que els drets d'autor no són només per protegir idees, perquè un pot adquirir drets d'autor gastant habilitat, treball i judici, però sense gens de creativitat o inventiva.

### Llei de drets d'autor d'Israel
La llei israeliana exigeix que el treball exhibeix cert grau d'originalitat per ser registrable com a propietat intel·lectual. En altres paraules, la llei israeliana no subscriu a la doctrina «suor del front». Tanmateix, la quantitat d'originalitat exigida és mínima.